# Zbigniew Szuba
Zbigniew Aleksander Szuba (ur. 25 lipca 1955 w Jasionowie) – polski pięcioboista nowoczesny. Drużynowy mistrz świata (1981), dwukrotny mistrz Polski (1984, 1986).
Był zawodnikiem SKS Rzeszów, Waltera Rzeszów i od 1976 Legii Warszawa. Początkowo uprawiał strzelectwo. Jego największym sukcesem w karierze było drużynowe mistrzostwo świata w 1981 (razem z Januszem Pyciak-Peciakiem i Janem Olesińskim. Na tych samych zawodach indywidualnie był ósmy. W kolejnych mistrzostwach świata zajmował miejsca: 1982 – 23 m. indywidualnie i 10 m. drużynowo, 1986 – 12 m. indywidualnie i 4 m. drużynowo.
Dwukrotnie zdobywał mistrzostwo Polski (1984, 1986), trzykrotnie brązowy medal mistrzostw Polski (1980, 1981, 1985).
W 1987 ukończył studia na Akademii Wychowania Fizycznego w Warszawie.